# Thatsadaphone Nosing
Thatsadaphone Nosing là một chính trị gia người Lào. Bà là đảng viên Đảng Nhân dân Cách mạng Lào. Bà là đại biểu Quốc hội Lào cho tỉnh Bokeo (Khu vực 5).